# Libellus de principiis
Pour les articles homonymes, voir Libellus.
Libellus de principiis Ordinis Praedicatorum (ou simplement appelé le Libellus...), est un ouvrage écrit par Jourdain de Saxe sur Saint Dominique et les débuts de l'Ordre des Prêcheurs. Il fut écrit vers 1233.

## Éditions
- (la) Scriptores Ordinis Praedicatorum, vol. 1, Paris, 1719
- (la) Acta Sanctorum, vol. 1, 1733, 545–559 p. (lire en ligne)
- (la) Jordanis de Saxonia opera ad res Ordinis Praedicatorum spectantia, Friborg, 1891
- (la) Monumenta Ordinis Fratrum Praedicatorum Historica, vol. 16, 25–88 p.